# Oldendorf (Wüstung)
Oldendorf, auch Altendorf, ist eine Ortswüstung an einer alten Furt über die Ilme östlich von Einbeck im Landkreis Northeim.
Im 9. und 10. Jahrhundert hatten die Immedinger Besitzungen in Oldendorf. Oldendorf gehörte zu den ersten Besitzungen des Goslarer Domes und wurde in diesem Zusammenhang erstmals 1057 urkundlich erwähnt, gemeinsam mit Negenborn, Sülbeck und Volksen. Das Goslarer Stift hatte auch das Patronat über die Kirche inne, die zum Sedes Stöckheim im Archidiakonat Nörten gehörte.

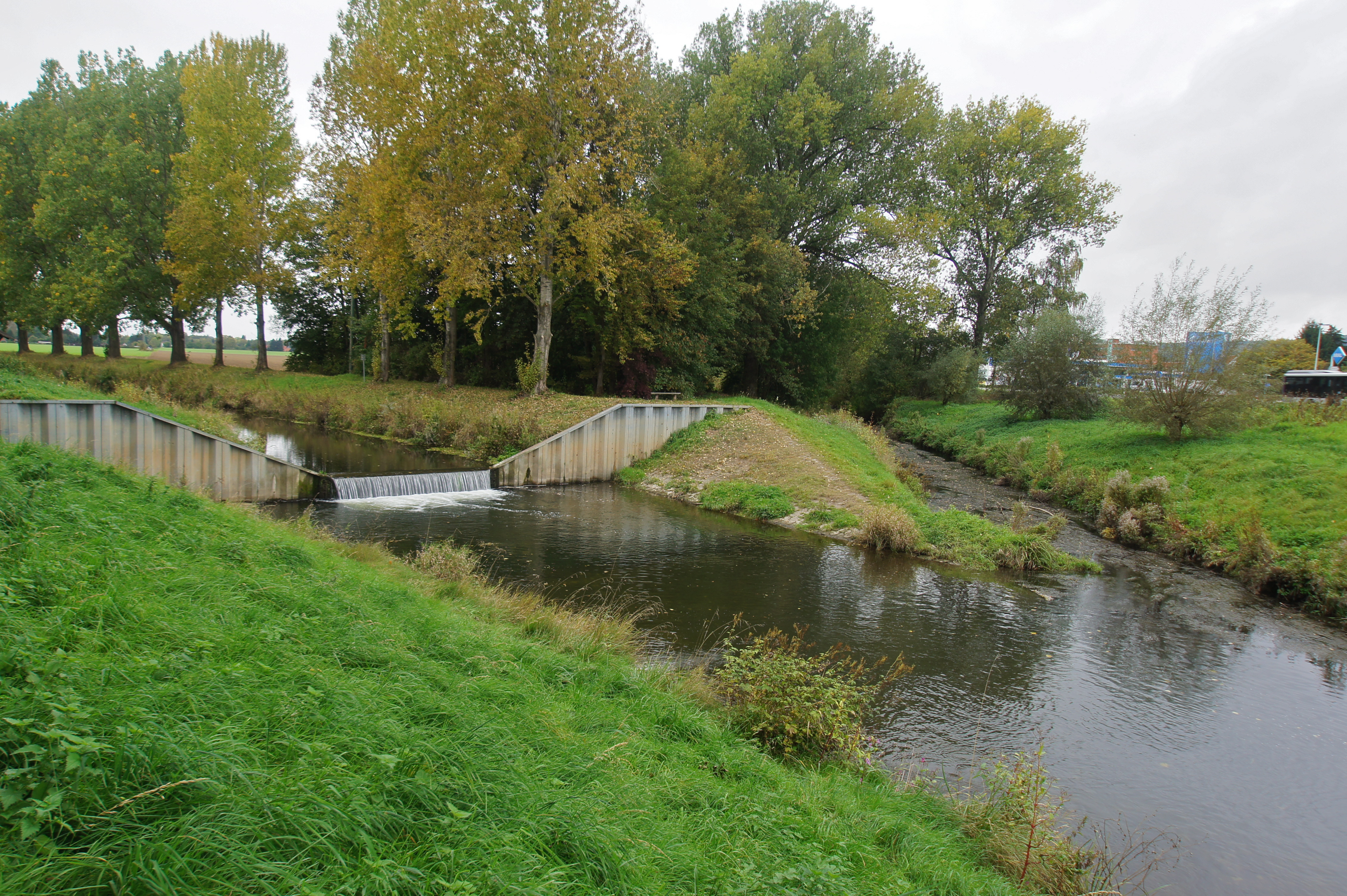
Die Ilme im Bereich der Wüstung Oldendorf, Blickrichtung Einbeck.

Die Siedlung lag an einer frühgeschichtlichen bis hochmittelalterlichen Wegkreuzung nahe dem Südufer der Ilme, wo diese heute von der Landesstraße 487 überquert wird. Die Stelle hatte bereits in vorchristlicher Zeit zu vorübergehender Besiedlung geführt, weil sich an diesen als Furt genutzten Flussabschnitt östlich die Überschwemmungszone der Leine anschloss, während weiter westlich die Auezone der Ilme noch zu breit war.
Im Bereich der Wüstung Oldendorf wurden bei Geländebegehungen frühgeschichtliche irdene Kumpf- und Standbodengefäße aus dem 7. bis 9. Jahrhundert gefunden sowie Kugeltopfware aus der Karolingerzeit. Nach dem archäologischen Befund war das Dorf mit einer Flächenausdehnung von etwa 600–750 mal 100–250 m deutlich größer als die späteren anderen Wüstungen der Umgebung. Es gibt Hinweise auf eine Kirche, drei zu unterschiedlichen Zeiten genutzte Friedhöfe, eine Mühle und etwa 20 Hofstellen mit mehreren Brunnen.
Die ausgedehnte Gemarkung von Oldendorf erstreckte sich etwa von der Kapelle St. Bartholomäus östlich von Einbeck bis zur Ilmemündung im Vorland der Heldenburg und schloss den nördlich gelegenen Altendorfer Berg ein. Nachdem viele Einwohner bereits im 14. Jahrhundert in die stark befestigte, aufstrebende Stadt Einbeck gezogen waren, wurde das Dorf im folgenden Jahrhundert ganz aufgegeben. Die nordwestlichen Grundstücke kamen in den Besitz Einbecker Bürger, die südöstlichen an die sich vor der Heldenburg aus den Salzkotten entwickelnde Siedlung Salzderhelden. Das Kirchengebäude, bestehend aus Langhaus, quadratischem Altarraum und halbrundem Chor, stand noch etwa ein weiteres Jahrhundert. Von dem Taufstein hieß es im 16. Jahrhundert „daß aus demselben Heiden die Taufe empfangen hätten“, ein Hinweis auf die Zeit der Christianisierung im Frühmittelalter an diesem Ort.
Im Mittelalter wurde das Dorf oft Oldendorp genannt oder auch Niederoldendorf zur Unterscheidung von dem rund 7 km flussaufwärts gelegenen Oldendorf, dem heutigen Markoldendorf. Das nächstgelegene rund einen Kilometer entfernte Stadttor Einbecks war das Oldendorfer Tor. Von der Stelle bis zur Ilme heißt die Verlängerung der L487 heute Altendorfer Tor.